# Lonely Planet (sång)
Lonely Planet är en låt med den armeniska gruppen Dorians.

## Eurovision
Den 2 mars 2013 blev det klart att låten kommer att vara Armeniens bidrag i Eurovision Song Contest 2013.